# Rockefeller Center
El Rockefeller Center és un gran complex d'edificis destinats a usos comercials, d'oci i de negocis que es troba a Nova York, Va ser promogut per la família Rockefeller. Està situat al Midtown, entre la Cinquena i la Sisena Avinguda al borough de Manhattan, una zona on es troben les boutiques més luxoses de Nova York. Consta de 19 edificis i va ser declarat National Historic Landmark el 1987. El projecte del Rockefeller Center constitueix una fita cabdal en l'evolució dels gratacels i de l'urbanisme de Nova York. Es considera, encara ara, el més gran dels projectes immobiliaris duts a terme a la ciutat, fins a punt que ha estat definit com una ciutat dins de la ciutat.

## Història
El nucli originari constava de 14 edificis que es van començar a construir el 1931, en els anys de l'anomenada Gran Depressió i es van completar durant els anys quaranta del segle xx. La inauguració oficial va tenir lloc el 1933. Van intervenir en el projecte tres dels despatxos d'arquitectura més potents de Nova Yorkː Hood & Fouilhoux; Corbett, Harrison & MacMurray i Reinhard & Hofmeister. El lideratge corresponia a l'arquitecte Raymond Hood que tenia experiència reconeguda en el disseny de gratacels. Originalment el complex s'anomenava The Radio City (La ciutat de la ràdio), ja que els seus promotors van voler que s'hi establissin com a usuaris principals les grans empreses de la naixent indústria de les telecomunicacions, tals com RCA, RKO i NBC. El Rockefeller Center és considerat el bressol de les emissions de televisió. S'hi troben els estudis de la NBC des d'on s'emeten programes tan populars als EUA com el show Today (en antena des de 1952) o Saturday Night Live (des de 1975) 
Tanmateix, entre les grans companyies que al començament van ocupar els gratacels del Rockefeller Center hi havia General Dynamics, Sinclair Oil, Associated Press, Chase Manhattan Bank, Time & Life o Esso (una empresa petroliera derivada de la Standard Oil dels Rockefeller) 
A començament dels anys setanta del segle xx es va eixamplar el Rockefeller Center amb nous edificis, com ara els anomenats XYZ buildings, D'aquests, l'edifici Y és més conegut com a McGraw-Hill Building. L'edifici X és el gratacel 1251 Avenue of the Americas o Exxon Building. L'any 1996 la propietat va canviar de mans. El mirador (que s'havia tancat al públic el 1986) va reobrir el 2005 rebatejat com a Top of the Rock i ha esdevingut una de les principals atraccions turístiques de Nova York.

## Descripció

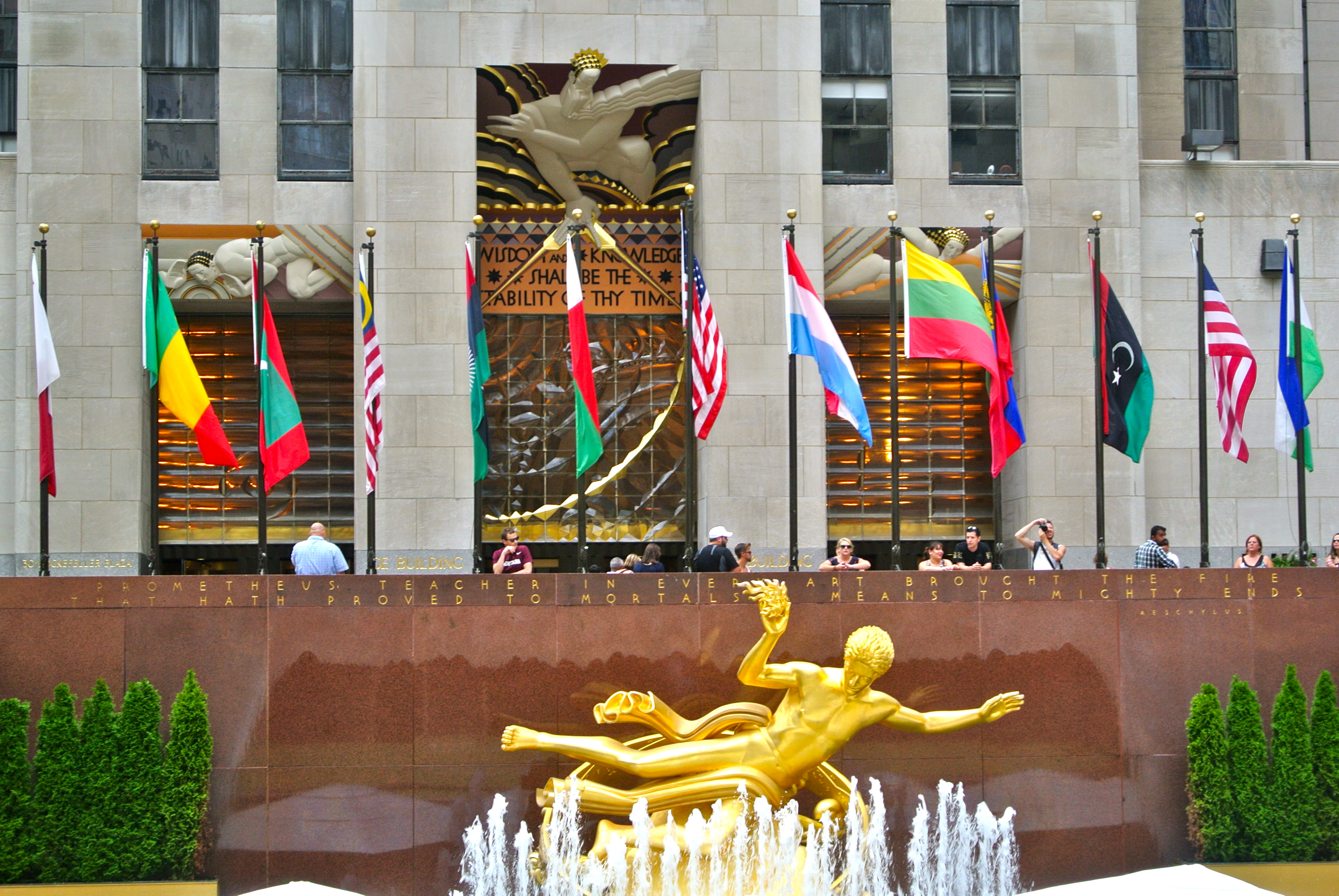
La plaça, amb l'escultura "Prometeu" de Paul Manship. Al fons, el relleu Wisdom de Lee Lawrie

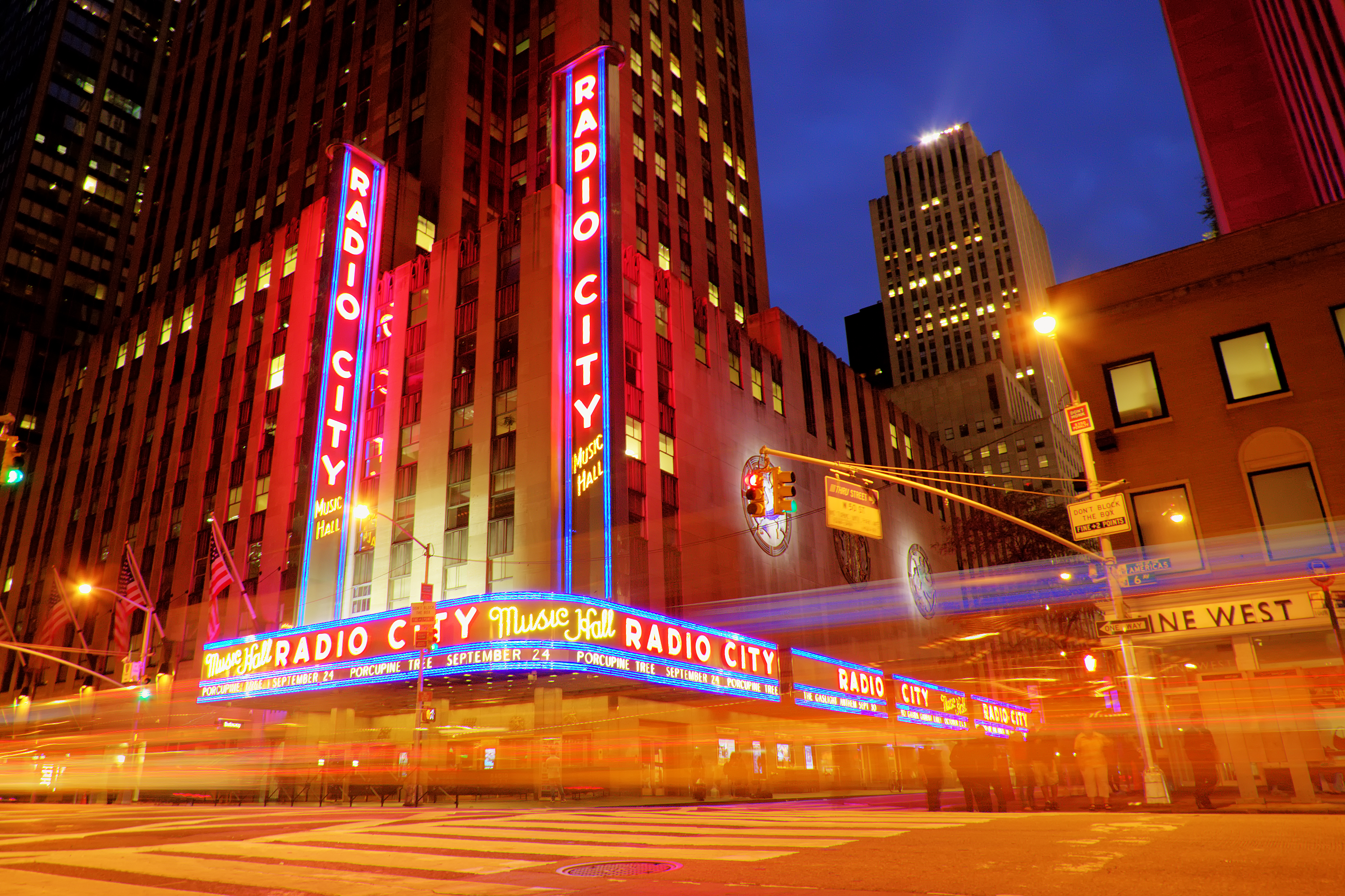
El Radio City Music Hall

El complex està centrat i presidit per un gran gratacels de 259 metres d'alçada (originalment anomenat torre RCA i posteriorment GE Building, encara que també es coneix com a edifici 30 Rockefeller Plaza) envoltat per altres gratacels de menor alçada.
Entre aquests hi ha el gratacels 1270 Avenue of the Americas, 
Davant del gratacels principal, que mira cap a la Cinquena Avinguda, s'obre la s'obre una plaça i una via enjardinada (Channel Gardens) 
Encarats vers la Cinquena avinguda hi ha també els edificis "internacionals" i els edificis de França, Itàlia i la Gran Bretanya.
Destaquen així mateix la presència d'un teatre, l'històric Radio City Music Hall, i les galeries comercials del subsòl, amb accés directe a la xarxa de metro.
El complex és una de les principals destinacions turístiques de Nova York, a causa de la vista oferta pel mirador al cim del GE Building (anomenat Top of the Rock) a més de les moltes activitats estacionals, com la pista de patinatge sobre gel o el gran arbre de Nadal, que cada any congreguen a milers de persones. Sense oblidar les mostres d'art públic que s'hi organitzen cada any (Louise Bourgeois, Anish Kapoor, Jef Koons, i un llarg etc.) 
En tot el conjunt hi predomina l'estètica Art déco, Un dels àmbits més remarcables és el vestíbul de l'edifici RCA, la decoració del qual es deu al pintor català Josep Maria Sert i en menor mesura al britànic Frank Brangwyn. Inicialment els Rockefeller van encarregar la part principal de la decoració mural del vestíbul al pintor mexicà Diego Rivera, però aquest pretenia incloure-hi la figura del líder comunista Lenin motiu pel qual va ser acomiadat (posteriorment, Rivera va recuperar aquest tema a Mèxic, al seu mural L'home controlador de l'Univers).
Sert va treballar per al Rockefeller Center entre 1932 i 1941, a continuació de la seva intervenció a l'hotel Waldorf-Astoria de Nova York. El plafó principal del vestíbul, el que havia d'haver realitzat Diego Rivera i que Sert va completar el 1937, representa El progrés americà i inclou la imatge d'Abraham Lincoln (en resposta al Lenin projectat per Diego Rivera). Les pintures del sostre (1941) fan referència al temps i inclouen al·legories del passat, el present i el futur, Els quatre plafons de la base dels ascensors al corredor Nord (completats el 1933), fan referència a l'abolició de l'esclavatge, el triomf de les comunicacions, la fi de la guerra o la lluita contra les malalties. Hi ha encara altres plafons pintats per Sert amb temàtiques com la fraternitat humana (1937), una sorprenent visió de la humanitat jugant a pilota amb la bola del món (1940) o la representació de l'esperit de la dansa (1941) 
Altres obres d'art remarcables que es troben al Rockefeller Center són l'escultura que representa Atles (1937), obra de Lee Lawrie i Rene Paul Chambellan o el Prometeu (1934), de Paui Manship. Al vestíbul de 1250 Avinguda de les Amèriques s'hi troba el mosaic La intel·ligència desvetllant la humanitat (Barry Faulkner, 1933). A remarcar així mateix la participació posterior d'altres escultors com ara Isamu Noguchi o Giacomo Manzù (edifici d'Itàlia). A sobre de la porta principal del GE Building s'hi troba el relleu Wisdom (Saviesa) una obra de Lee Lawrie (1933) la iconografia de la qual pot recordar el Déu bíblic creador de l'Univers però que també s'interpreta en clau francmaçònica (Gran Arquitecte de l'Univers). Sembla que simbologia francmaçònica és present en altres parts del Rockefeller Center, el programa artístic del qual intenta configurar un nou humanisme que exalta el progrés en tots els àmbits mitjançant el treball, l'esforç, el talent, la creativitat, el comerç, etc. En certa forma respon als principis expressats per John D. Rockefeller Jr. i plasmats en l'anomenada Rockefeller plaque col·locada en un lloc destacat del complex (I believe in the supreme worth of the individual,,,), 